# Lis Point
Lis Point är en udde i Antarktis. Den ligger i Sydshetlandsöarna. Argentina, Chile och Storbritannien gör anspråk på området.
Terrängen inåt land är huvudsakligen kuperad, men åt nordväst är den platt. Havet är nära Lis Point österut. Trakten är glest befolkad. Närmaste befolkade plats är Commandante Ferraz Station, 9,8 kilometer nordost om Lis Point. 